# アルカディア・プロジェクト
株式会社アルカディア・プロジェクトは、東京都新宿区に本社を置く日本の企業。

## 概要
2002年8月に制作開発部を渋谷に設立。2007年10月本社を新宿区に移転。2007年12月音響制作部・自社収録スタジオを新宿区住吉町に増設。2009年6月株式会社アルカディア・プロジェクトへ組織変更。現在に至る。主な業務はビデオゲーム及びPCゲームの企画・制作、コンピュータソフトウェアの企画・制作、ゲーム・ドラマCD等の音響制作。

## 作品実績
開発制作
2006年
- 転生學園月光録

2007年
- 四八（仮）
- ふるふるぱーく
- 涼宮ハルヒの約束

2009年
- 交渉人DS
- ナデプロ!!～キサマも声優やってみろ！

2010年
- D.C.I&II P.S.P. 〜ダ・カーポI&II〜 プラスシチュエーション ポータブル （CIRCUSとの連名）

2011年
- スト☆マニ ～Strobe Mania～

音響制作
2009年
- MAPLUS3ポータブルナビ
- 脳内天国　新装版（みうらじゅん）

2010年
- 「赤い刀」　ドラマCD 「落花流水」「精思苦到」
- 音色組曲

2011年
- TalesLand

2015年
- 九十九姫
- FLOWERS 夏篇
- 悪魔と恋する10日間
- ブレイブガールレイヴンズ

2016年
- FLOWERS 秋篇

2017年
- パーフェクトワールド-完美世界-10周年記念　白帝の都　紹介動画
- ことのはアムリラート
- 万物乙女☆ダンジョンズ
- FLOWERS冬篇
- 僕らの恋と青春のすべて
- ぼくらの放課後戦争！-AFTER SCHOOL WARS-

2018年
- ラスト・エリュシオン
- FLOWERSオリジナルサウンドドラマCD　スノウホワイト
- バスもり！
- ネコぱらVol.1 ソレイユ開店しました！
- 殺し屋とストロベリー
- めんトリパズル(BGM・SE制作)

2019年
- にぃにとおるすばん！
- いつかのメモラージョ
- クダンノフォークロア
- FATAL TWELVE
- ボーダーレイン

2021年
- 9-nine-シリーズ
- PARQUET(パルケ)
- 白河夜船へようこそ～かなでのお膝にゴロンしてください～